# Clotilde Courau
Clotilde Courau (nascida Clotilde Maria Pascale Courau; 3 de abril de 1969), é uma atriz premiada francesa. Ela é a esposa de Emanuel Felisberto, Príncipe de Veneza e Piemonte, um membro da Casa de Saboia e neto de Umberto II, o último rei da Itália. Profissionalmente, ela é conhecida por seu nome de solteira. 

## Família
Clotilde Courau nasceu em Levallois-Perret, Hauts-de-Seine, filha de Jean-Claude Courau (1942) e Catherine du Pontavice des Renardieres (1948). Ela tem três irmãs chamadas Christine Courau, Camille Courau, e Capucine Courau.

## Casamento
Clotilde Courau anunciou seu noivado em 10 de julho de 2003, na Igreja de Santa Maria degli Angeli e dei Martiri em Roma, ela se casou com Emanuel Felisberto, Príncipe de Veneza e Piemonte. Na cerimônia, ela usava um vestido de noiva desenhado por Valentino Garavani. Grávida de seis meses no momento do casamento, ela foi vista como controversa noiva por causa de seus pontos de vista de esquerda. 
O casal tem duas filhas:
- Vittoria de Saboia (29 de dezembro de 2003)
- Luisa de Saboia (16 de agosto de 2006)

## Filmografia
- Civilisations (1988) (TV mini-series ) - Elyssa
- Le petit criminel - (1990) - A irmã, Nathalie (Stéphanie)
- Polski Bater - (1993) - Alina Suchecka
- Mapa do Coração Humano - (1993) - Rainee
- A Pickle - (1993) - Françoise
- Feio Meets the People - (1995) - menina
- Tom est tout seul - (1995) - Marion
- Élisa - (1995) - Solange
- La infidèle Fidèle (1995) (TV) - Cécile
- L'appât - (1995) - Patricia
- Les Grands Ducs - (1996) - Juliette
- Particulière leçon Une (1997) (TV) - Julie
- Fred - (1997) - Lisa
- Marthe - (1997) - Marthe
- Bob le magnifique (1998) (TV) - Christine / Christina
- Hors jeu - (1998) - Clotilde Courau
- Le poulpe - (1998) - Cheryl
- Leite (1999) - Ilaria
- Dissuasão (1999) - Katie
- En face - (2000) - Michelle
- La parenthèse enchantée - (2000) - Alice
- Promenons-nous dans les bois - (2000) - Sophie
- Sair - (2000) - Pearl / O jornalista
- Le nouveau Jean-Claude - (2002) - Marianna
- Embrassez qui vous voudrez - (2002) - Julie
- Un monde presque paisible - (2002) - Simone
- La mentale - (2002) - Nina
- Mon Idole - (2002) - Fabienne
- Les jours beaux (2003) (TV) - Gaby
- Nuit noire, 17 octobre 1961 (2005) (TV) - Sabine
- La camelie signora delle (2005) (TV) - ....
- Mafalda di Savoia (2006) (TV mini-series) - Giovanna di Savoia
- La Vie en Rose (2007) - Anetta
- Modern Love (2008) - Marie
- Chez Maupassant (1 episódio, 2008, episódio de TV La chambre 11 ) - Clarisse / Marguerite
- Des mots d'amour aka Palavras de Amor (Canadá, Título em Inglês) (2009) (TV) - Alice Andrézy
- Tous les soleils (2011) - Florença
- Babysitting (2014) - Mme. Schaudel
- L'Ombre des femmes (2015) - Manon
- Eva & Leon (2015) - Lucie
- Le ciel attendra (2016) - Sylvie
- Une fille facile (2019)

## Títulos e estilos
- 3 de abril de 1969 - 25 de setembro de 2003: Clotilde Courau